# Karl Josef Anton Leodegar von Bachmann

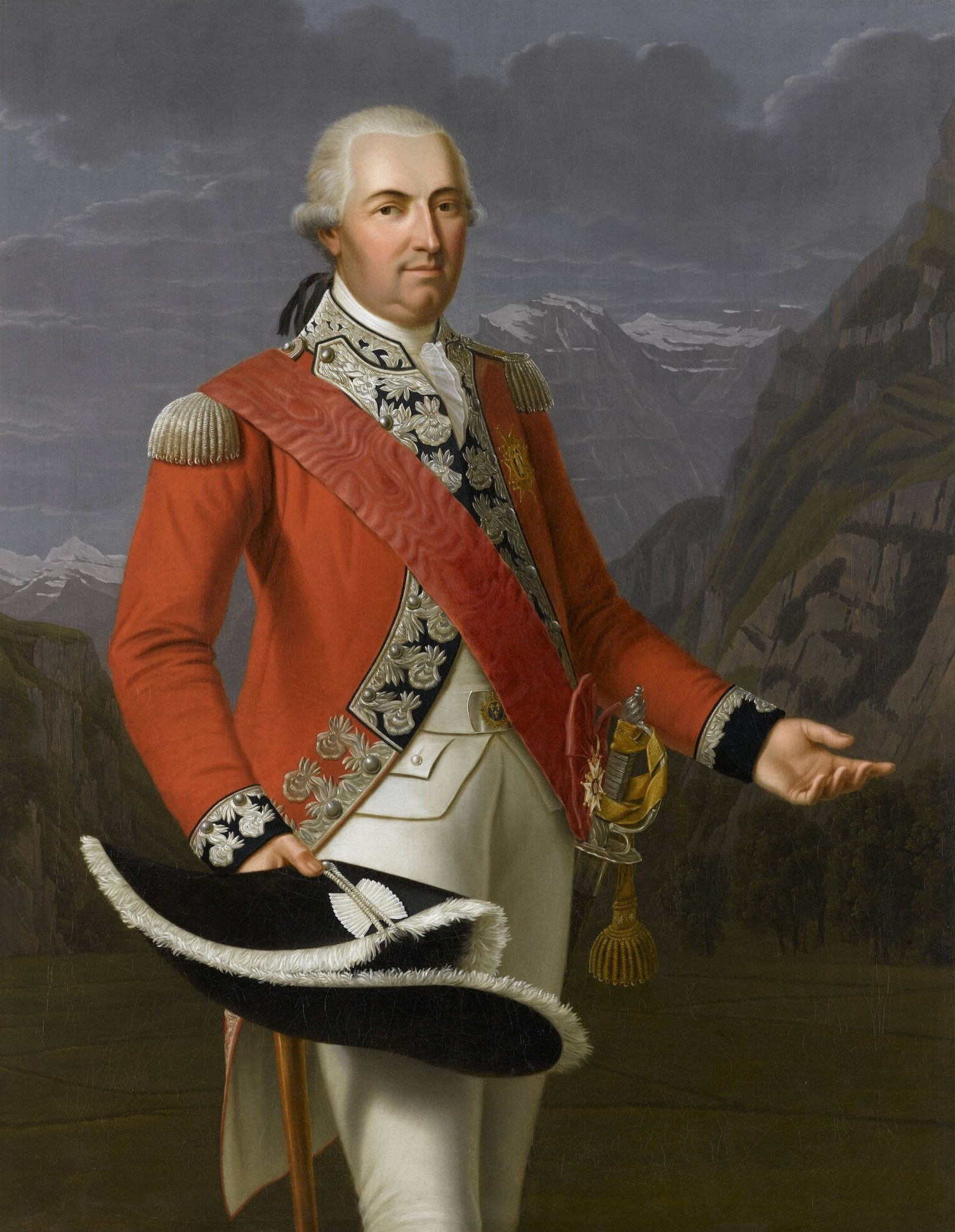
Karl Josef von Bachmann

Karl Josef Anton Leodegar von Bachmann (* 3. Dezember 1734 in Näfels; † 3. September 1792 in Paris) war ein Schweizer Militär in französischen Diensten.

## Herkunft
Seine Eltern waren der Offizier in der Schweizer Garde Karl Leonhard von Bachmann (* 22. Februar 1683; † 15. Oktober 1749) und dessen Ehefrau Elisabeth Keller, die Tochter des Anton Leodegar Keller ebenfalls ein Offizier in französischen Diensten. Niklaus Franz von Bachmann war sein Bruder.

## Leben
Er kam 1749 als Kadett in französische Dienste, danach wurde er Ensigne in der Kompanie seines Vaters im Regiment de Castella, wo er bis 1750 zum Capitaine der Grenadiere aufstieg. Im Jahr 1756 wurde er Inhaber von zwei Kompanien im Regiment de Castella und im Jahr 1762 Major im Regiment Waldner von Freundstein. 1764 wurde er als  Lieutnant-colonel im Regiments der Schweizergarde und 1768 Brigadier des armes du roi ernannt. Im Jahr 1778 erhielt er den Ordre royal et militaire de Saint-Louis und 1780 wurde er zum Maréchal de camp befördert.
1792 wurde er Inhaber einer Kompanie der Schweizergarde, die 1792 in Paris das Palais des Tuileries verteidigt hatte, er wurde deswegen zum Tode verurteilt und guillotiniert. Sein Name ist an zweiter Stelle am Löwendenkmal Luzern aufgeführt. Mit dem Tuileriensturm ging das Schweizer Garderegiment in Frankreich unter, an dessen Beginn wie am Ende Glarner Offiziere standen.

## Familie
Er heiratete im Jahr 1756 Maria Anna Josefa Antonia Freuler, eine Tochter des Johann Jodocus Fridolin Freuler. Das Paar hatte drei Söhne. Der Jüngste fiel als russischer Major im Gefecht bei Näfels am 26. Mai 1799, der mittlere starb als Hauptmann in großbritannischen Diensten 1804, der älteste starb unverheiratet im Jahr 1828.